# Charlène Clavel
Pour les articles homonymes, voir Clavel.
Charlène Clavel, née le 21 janvier 1991 à Mende en Lozère, est une sportive française de haut-niveau. Elle est d'abord handballeuse professionnelle, évoluant pendant près de 10 ans en Championnat de France élite et en coupe d'Europe. Puis elle devient triathlète, étant notamment en 2024 championne de France et championne du monde de triathlon longue distance.

## Biographie
Née en 1991 à Mende, préfecture de la Lozère, Charlène Clavel débute le handball au Mende Gévaudan Club puis intègre rapidement le centre de formation du HBC Nîmes. Elle fait ses débuts professionnels lors de la saison 2008-2009, pour un total de 6 matchs en championnat de France  et un match en Coupe d'Europe Challenge (C4), compétition finalement remportée par le club nîmois. Les saisons suivantes, elle intègre la rotation des joueuses de manière bien plus régulière que ce soit en championnat ou en coupe d'Europe.
À l'issue de la saison 2015-2016, qui voit le club de Nîmes déposer le bilan, elle rejoint le Nantes Loire Atlantique Handball, club de première division.
En 2018, elle décide de mettre un terme à sa carrière de handballeuse pour devenir triathlète. Pour sa première participation à une compétition, elle prend la 7e place du classement féminin de  l’Ironman 70.3 de Nice et obtient en remportant la 1re place dans son groupe d'âge amateur des 25-29 ans, une place (slot) pour les championnats du monde d'Ironman 70.3 organisé en France en 2019. Elle y réalise une excellente performance en terminant en tête de ce groupe et s'adjugeant le titre honorifique de championne du monde de cette catégorie.

## Palmarès

### Handball
Son palmarès au handball a été acquis avec le HBC Nîmes :
- Vainqueur de la Coupe d'Europe Challenge (C4) en 2009.
- Finaliste de la Coupe de la Ligue française en 2010 et 2013
- Finaliste de la Coupe de France en 2011 et 2015

### Triathlon
Le tableau présente les résultats les plus significatifs (podium) obtenus sur le circuit international et national de triathlon depuis 2019.
| Année | Compétition                           | Pays      | Position           | Temps           |
| ----- | ------------------------------------- | --------- | ------------------ | --------------- |
| 2025  | Championnats du monde longue distance | Espagne   | Médaille de bronze | 6 h 30 min 48 s |
| 2024  | Championnats du monde longue distance | Australie | Médaille d'or      | 5 h 45 min 14 s |
| 2024  | Championnat de France longue distance | France    | Médaille d'or      | 4 h 30 min 7 s  |
| 2023  | Challenge San Remo                    | Italie    | Médaille d'argent  | 4 h 51 min 39 s |
| 2023  | Ironman 70.3 Vichy                    | France    | Médaille de bronze | 3 h 49 min 6 s  |
| 2023  | Ironman 70.3 Les Sables d'Olonne      | France    | Médaille de bronze | 4 h 15 min 50 s |
| 2021  | Ironman 70.3 Les Sables d'Olonne      | France    | Médaille de bronze | 4 h 23 min 18 s |
| 2019  | Ironman 70.3 Les Sables d'Olonne      | France    | Médaille d'or      | 4 h 31 min 38 s |